# Atalanta Bergamasca Calcio 1978-1979
Questa pagina raccoglie i dati riguardanti l'Atalanta Bergamasca Calcio nelle competizioni ufficiali della stagione 1978-1979.

## Stagione
Relegata fin dall'inizio sul fondo alla classifica, a causa del grave infortunio all'attaccante Salvatore Garritano, l'Atalanta faticò per tutto il girone d'andata, ottenendo la prima vittoria solamente alla penultima giornata; la situazione migliorò sensibilmente nel corso del ritorno, alimentando speranze di salvezza che andarono però in fumo all'ultima giornata, quando non bastò la vittoria sulla Lanerossi Vicenza per avere la meglio su un Bologna premiato per la miglior differenza reti. L'Atalanta fece dunque ritorno in B dopo due anni.
Di breve durata fu l'esperienza in Coppa Italia, il cui cammino fu compromesso già dopo le prime sconfitte contro Genoa e Sampdoria, entrambe compagini di Serie B.

## Divise
| 1ª divisa |

## Organigramma societario
Area direttiva
- Presidente: Achille Bortolotti
- Vice presidenti: Enzo Sensi
- Amministratore delegato: Franco Morotti
- Segretario: Giacomo Randazzo

Area tecnica
- Direttore sportivo: Francesco Landri
- Allenatore: Battista Rota
- Vice allenatore: Zaccaria Cometti

Area sanitaria
- Medico sociale: Pier Luigi Cavalli
- Massaggiatore: Renzo Cividini

## Rosa
| N. |                   | Ruolo | Calciatore                      |
| -- | ----------------- | ----- | ------------------------------- |
|    | Italia (bandiera) | P     | Luciano Bodini                  |
|    | Italia (bandiera) | P     | Pier Luigi Pizzaballa           |
|    | Italia (bandiera) | P     | Claudio Del Bello               |
|    | Italia (bandiera) | D     | Gabriele Andena                 |
|    | Italia (bandiera) | D     | Amedeo Baldizzone               |
|    | Italia (bandiera) | D     | Giorgio Mastropasqua            |
|    | Italia (bandiera) | D     | Giovanni Mei                    |
|    | Italia (bandiera) | D     | Carlo Osti                      |
|    | Italia (bandiera) | D     | Giovanni Vavassori              |
|    | Italia (bandiera) | C     | Battista Festa                  |
|    | Italia (bandiera) | C     | Gianpietro Marchetti (Capitano) |

| N. |                   | Ruolo | Calciatore          |
| -- | ----------------- | ----- | ------------------- |
|    | Italia (bandiera) | C     | Cesare Prandelli    |
|    | Italia (bandiera) | C     | Antonio Rocca       |
|    | Italia (bandiera) | C     | Augusto Scala       |
|    | Italia (bandiera) | C     | Roberto Tavola      |
|    | Italia (bandiera) | A     | Ezio Bertuzzo       |
|    | Italia (bandiera) | A     | Vincenzo Chiarenza  |
|    | Italia (bandiera) | A     | Giancarlo Finardi   |
|    | Italia (bandiera) | A     | Salvatore Garritano |
|    | Italia (bandiera) | A     | Domenico Marocchino |
|    | Italia (bandiera) | A     | Angelo Paina        |
|    | Italia (bandiera) | A     | Hubert Pircher      |

## Risultati

### Serie A

#### Girone di andata
| Catanzaro 1º ottobre 1978 1ª giornata | Catanzaro      | 0 – 0 | Atalanta | Stadio Militare\| Arbitro: \| Lapi (Firenze) \| |
| Arbitro:                              | Lapi (Firenze) |       |          |                                                 |

| Arbitro: | Bergamo (Livorno) |

|  |           |               |
|  | Marcatori | 18’ P. Pulici |

| Arbitro: | Paparesta (Bari) |

|                 |           |               |
| Garlaschelli 8’ | Marcatori | 53’ Garritano |

| Arbitro: | Reggiani (Bologna) |

|                      |           |                                             |
| Garritano 31’ (rig.) | Marcatori | 3’ A. Maldera 35’ (rig.), 60’ (rig.) Chiodi |

| Arbitro: | Milan (Treviso) |

|                                  |           |  |
| C. Pellegrini 44’ G. Savoldi 76’ | Marcatori |  |

| Arbitro: | Agnolin (Bassano del Grappa) |

|  |           |                      |
|  | Marcatori | 2’, 6’ W. Speggiorin |

| Arbitro: | Prati (Parma) |

|              |           |           |
| Mascetti 55’ | Marcatori | 59’ Paina |

| Bergamo 19 novembre 1978 8ª giornata | Atalanta         | 0 – 0 | Bologna | Stadio Comunale\| Arbitro: \| Terpin (Trieste) \| |
| Arbitro:                             | Terpin (Trieste) |       |         |                                                   |

| Arbitro: | Lapi (Firenze) |

|                    |           |                        |
| Altobelli 11’, 46’ | Marcatori | 1’ Garritano 74’ Festa |

| Arbitro: | Michelotti (Parma) |

|  |           |              |
|  | Marcatori | 18’ Tardelli |

| Arbitro: | Menegali (Roma) |

|              |           |  |
| Anzivino 61’ | Marcatori |  |

| Bergamo 17 dicembre 1978 12ª giornata | Atalanta      | 0 – 0 | Fiorentina | Stadio Comunale\| Arbitro: \| Longhi (Roma) \| |
| Arbitro:                              | Longhi (Roma) |       |            |                                                |

| Avellino 7 gennaio 1979 13ª giornata | Avellino             | 0 – 0 | Atalanta | Stadio Partenio\| Arbitro: \| Barbaresco (Cormons) \| |
| Arbitro:                             | Barbaresco (Cormons) |       |          |                                                       |

| Arbitro: | Lops (Torino) |

|                                   |           |  |
| Santarini 33’ (aut.) A. Rocca 49’ | Marcatori |  |

| Arbitro: | Lattanzi (Roma) |

|              |           |                |
| P. Rossi 75’ | Marcatori | 15’ Marocchino |

#### Girone di ritorno
| Arbitro: | Ballerini (La Spezia) |

|  |           |                          |
|  | Marcatori | 79’ Improta 90’ R. Rossi |

| Arbitro: | Menicucci (Firenze) |

|                                         |           |  |
| F. Graziani 20’ P. Pulici 23’ Greco 73’ | Marcatori |  |

| Bergamo 11 febbraio 1979 18ª giornata | Atalanta         | 0 – 0 | Lazio | Stadio Comunale\| Arbitro: \| Terpin (Trieste) \| |
| Arbitro:                              | Terpin (Trieste) |       |       |                                                   |

| Arbitro: | Lattanzi (Roma) |

|           |           |            |
| Bigon 24’ | Marcatori | 42’ Tavola |

| Arbitro: | Menegali (Roma) |

|                                 |           |            |
| A. Scala 70’ (rig.) Pircher 87’ | Marcatori | 90’ Capone |

| Arbitro: | Paparesta (Bari) |

|                           |           |  |
| Osti 16’ (aut.) Bagni 30’ | Marcatori |  |

| Arbitro: | Redini (Pisa) |

|           |           |  |
| Festa 39’ | Marcatori |  |

| Arbitro: | Bergamo (Livorno) |

|             |           |  |
| Maselli 57’ | Marcatori |  |

| Arbitro: | Milan (Treviso) |

|  |           |            |
|  | Marcatori | 40’ Muraro |

| Arbitro: | Menicucci (Firenze) |

|                     |           |  |
| Virdis 2’, 30’, 60’ | Marcatori |  |

| Arbitro: | D'Elia (Salerno) |

|                                     |           |                                |
| Tavola 10’ Pircher 35’ Bertuzzo 65’ | Marcatori | 35’ Quadri 85’ C. Trevisanello |

| Arbitro: | Prati (Parma) |

|  |           |              |
|  | Marcatori | 40’ A. Scala |

| Bergamo 29 aprile 1979 28ª giornata | Atalanta             | 0 – 0 | Avellino | Stadio Comunale\| Arbitro: \| Barbaresco (Cormons) \| |
| Arbitro:                            | Barbaresco (Cormons) |       |          |                                                       |

| Arbitro: | Michelotti (Parma) |

|                                |           |                            |
| Vavassori 5’ (aut.) Pruzzo 61’ | Marcatori | 22’ Bertuzzo 31’ Prandelli |

| Arbitro: | Menicucci (Firenze) |

|                      |           |  |
| Mastropasqua 7’, 81’ | Marcatori |  |

### Coppa Italia

#### Sesto Girone
| Arbitro: | Governa (Alessandria) |

|               |           |                                        |
| Garritano 47’ | Marcatori | 15’ B. Conti 80’ Rizzo 87’ Criscimanni |

| 30 agosto 1978 2ª giornata |  | – Turno riposo Atalanta |  |  |

| Arbitro: | Menicucci (Firenze) |

|                                |           |                          |
| Bresciani 50’, 58’, 72’ Re 78’ | Marcatori | 80’ Pircher 82’ A. Rocca |

| Napoli 10 settembre 1978 4ª giornata | Napoli        | 0 – 0 | Atalanta | Stadio San Paolo\| Arbitro: \| Prati (Parma) \| |
| Arbitro:                             | Prati (Parma) |       |          |                                                 |

| Arbitro: | Celli (Trieste) |

|                                              |           |                  |
| Finardi 16’ Pircher 22’ Garritano 40’ (rig.) | Marcatori | 67’, 87’ Tedoldi |

## Statistiche

### Statistiche di squadra
| Competizione | Punti | In casa | In casa | In casa | In casa | In casa | In casa | In trasferta | In trasferta | In trasferta | In trasferta | In trasferta | In trasferta | Totale | Totale | Totale | Totale | Totale | Totale | DR  |
| Competizione | Punti | G       | V       | N       | P       | Gf      | Gs      | G            | V            | N            | P            | Gf           | Gs           | G      | V      | N      | P      | Gf     | Gs     | DR  |
| ------------ | ----- | ------- | ------- | ------- | ------- | ------- | ------- | ------------ | ------------ | ------------ | ------------ | ------------ | ------------ | ------ | ------ | ------ | ------ | ------ | ------ | --- |
| Serie A      | 24    | 15      | 5       | 4       | 6       | 11      | 13      | 15           | 1            | 8            | 6            | 9            | 20           | 30     | 6      | 12     | 12     | 20     | 33     | -13 |
| Coppa Italia |       | 2       | 1       | 0       | 1       | 4       | 5       | 2            | 0            | 1            | 1            | 2            | 4            | 4      | 1      | 1      | 2      | 6      | 9      | -3  |
| Totale       |       | 17      | 6       | 4       | 7       | 15      | 18      | 17           | 1            | 9            | 7            | 11           | 24           | 34     | 7      | 13     | 14     | 26     | 42     | -16 |

### Statistiche dei giocatori
| Giocatore       | Serie A  | Serie A | Serie A     | Serie A    | Coppa Italia | Coppa Italia | Coppa Italia | Coppa Italia | Totale   | Totale | Totale      | Totale     |
| Giocatore       | Presenze | Reti    | Ammonizioni | Espulsioni | Presenze     | Reti         | Ammonizioni  | Espulsioni   | Presenze | Reti   | Ammonizioni | Espulsioni |
| --------------- | -------- | ------- | ----------- | ---------- | ------------ | ------------ | ------------ | ------------ | -------- | ------ | ----------- | ---------- |
| G. Andena       | 7        | 0       | ?           | ?          | 3            | 0            | ?            | ?            | 10       | 0      | ?           | ?          |
| A. Baldizzone   | 2        | 0       | ?           | ?          | -            | -            | -            | -            | 2        | 0      | 0+          | 0+         |
| E. Bertuzzo     | 10       | 2       | ?           | ?          | 1            | 0            | ?            | ?            | 11       | 2      | ?           | ?          |
| L. Bodini       | 24       | 0       | ?           | ?          | -            | -            | -            | -            | 24       | 0      | 0+          | 0+         |
| V. Chiarenza    | 10       | 0       | ?           | ?          | 2            | 0            | ?            | ?            | 12       | 0      | ?           | ?          |
| B. Festa        | 25       | 2       | ?           | ?          | -            | -            | -            | -            | 25       | 2      | 0+          | 0+         |
| G. Finardi      | 11       | 0       | ?           | ?          | 4            | 1            | ?            | ?            | 15       | 1      | ?           | ?          |
| S. Garritano    | 12       | 3       | ?           | ?          | 3            | 2            | ?            | ?            | 15       | 5      | ?           | ?          |
| G. Marchetti    | 12       | 0       | ?           | ?          | 4            | 0            | ?            | ?            | 16       | 0      | ?           | ?          |
| D. Marocchino   | 18       | 2       | ?           | ?          | -            | -            | -            | -            | 18       | 2      | 0+          | 0+         |
| G. Mastropasqua | 26       | 2       | ?           | ?          | 4            | 0            | ?            | ?            | 30       | 2      | ?           | ?          |
| G. Mei          | 23       | 0       | ?           | ?          | 4            | 0            | ?            | ?            | 27       | 0      | ?           | ?          |
| C. Osti         | 22       | 0       | ?           | ?          | -            | -            | -            | -            | 22       | 0      | 0+          | 0+         |
| A. Paina        | 14       | 1       | ?           | ?          | -            | -            | -            | -            | 14       | 1      | 0+          | 0+         |
| H. Pircher      | 16       | 2       | ?           | ?          | 4            | 2            | ?            | ?            | 20       | 4      | ?           | ?          |
| L. Pizzaballa   | 8        | 0       | ?           | ?          | 4            | 0            | ?            | ?            | 12       | 0      | ?           | ?          |
| C. Prandelli    | 27       | 1       | ?           | ?          | 4            | 0            | ?            | ?            | 31       | 1      | ?           | ?          |
| A. Rocca        | 26       | 1       | ?           | ?          | 3            | 1            | ?            | ?            | 29       | 2      | ?           | ?          |
| A. Scala        | 13       | 2       | ?           | ?          | 2            | 0            | ?            | ?            | 15       | 2      | ?           | ?          |
| R. Tavola       | 27       | 2       | ?           | ?          | 4            | 0            | ?            | ?            | 31       | 2      | ?           | ?          |
| G. Vavassori    | 27       | 0       | ?           | ?          | 4            | 0            | ?            | ?            | 31       | 0      | ?           | ?          |